# Pedro Botelho

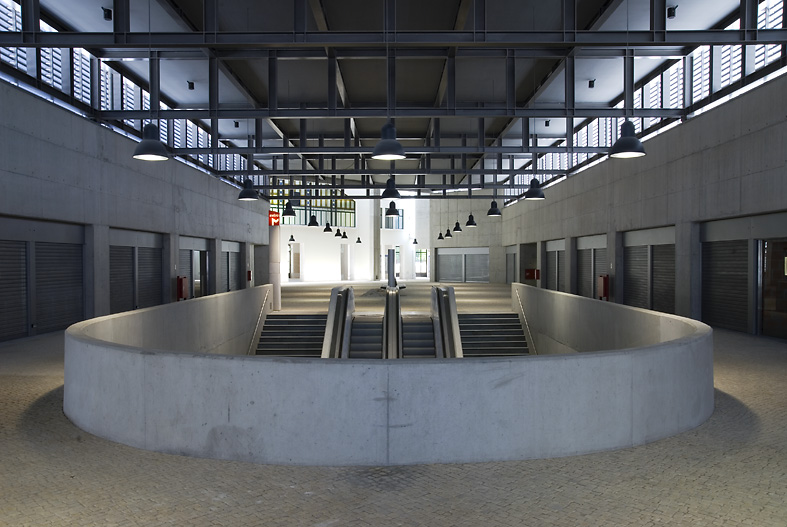
Estação ferroviária, Cais do Sodré

Pedro Viana Botelho (n. Lisboa, 20 de Dezembro de 1948) é um arquitecto português.

## Biografia
Filho do arquiteto José Rafael Botelho; neto de Carlos Botelho. Diplomado em Arquitetura pela Escola Superior de Belas Artes de Lisboa, 1973. Vive e trabalha em Lisboa.
É Professor Auxiliar Convidado no Departamento de Arquitetura e Urbanismo do ISCTE - Instituto Universitário de Lisboa, desde 2003. Coordenador da Comissão Pedagógica da Licenciatura em Arquitetura e do Mestrado
Integrado em Arquitetura – ISCTE - IUL 2005-09.
Colaborador dos Arquitetos Francisco Keil do Amaral, Nuno Teotónio Pereira e Nuno Portas, 1970-75.
Colabora na equipa dos Serviços Centrais do SAAL, 1974-75.
Arquiteto nos Centros Regionais da Reforma Agrária de Portalegre e Setúbal, Ministério da Agricultura e Pescas e nos Serviços Municipais de Habitação da Câmara Municipal de Évora, 1975-78.
Membro da Direção da Secção Regional do Sul da Associação dos Arquitetos Portugueses, 1984-86 e 1987-89. Membro do Conselho Nacional de Admissão, Ordem dos Arquitetos, 1999-01.
Prémio Valmor e Municipal de Arquitectura, 2008; Prémio Valmor e Municipal de Arquitectura, Menção honrosa 1987
Membro da Equipa coordenada pelos Prof (s) Isabel Guerra e Nuno Portas, Plano Estratégico Nacional para uma Política de Habitação, 2007-13, IHRU, Secretaria de Estado do Ordenamento do Território 2006-08.
Trabalhou em associação com Nuno Teotónio Pereira, Nuno Portas e José Rafael Botelho; presentemente trabalha em associação com Maria do Rosário Beija.

## Principais projetos e obras construídas / Prémios
- 2012 – Prémio Valmor e Municipal de Arquitectura, 2008 (Estação Metropolitana e Ferroviária do Cais do Sodré, Lisboa).[6]

- 1994-2012 – Palácio Nacional de Mafra, IPPAR. Estudo de recuperação, revitalização e remodelação das Instalações de Acolhimento.[7]

- 2008-2011 – Escola Secundária Diogo de Gouveia, Beja; Parque Escolar E.P.E.; Requalificação e ampliação das instalações.[8]

- 2007-2010 – Escola Secundária de Pedro Nunes, Lisboa; Parque Escolar E.P.E.; Modernização e ampliação das instalações; Prémio IHRU 2011 – Variante Reabilitação, IHRU.[9]

- 1993/2009 – Interface do Cais do Sodré. Estação do Metropolitano de Lisboa; Estação da Refer; Estação Fluvial do Cais do Sodré.[10]

- 1999/2003 – Complexo Multifuncional de Couros, Reabilitação e Intervenção em Zona Histórica; Câmara Municipal de Guimarães, Equipamentos Públicos.[11]

- 1998 – Concurso para o Plano de Pormenor de Cacilhas - 2º Prémio, Câmara Municipal de Almada.

- 1995 – Prémio Municipal Eugénio dos Santos (Edifício do Antigo Café Lisboa, Av. Liberdade, Lisboa, REVILLA Internacional, 1992-1993).

- 1993 – Concurso para o Anfiteatro da Faculdade de Direito da Universidade de Coimbra, 2º Prémio , Faculdade de Direito da Universidade de Coimbra.

- 1990-1993 – Chiado, Rua Ivens, 53 a 61 e Rua Garrett, 13 a 23, Lisboa; Habitação, Escritórios e Comércio, Reabilitação e reconstrução no âmbito do Plano do Chiado.

- 1988-1993 – Alto da Loba, Paço de Arcos, Câmara Municipal de Oeiras; Habitação Social, Equipamento e Comércio, Menção Honrosa, Prémio Nacional de Arquitetura AAP, 1993 e Menção do Júri, Prémio INH, 1994.[12]

- 1988 – Concurso para o Centro Cultural de Belém, Menção Honrosa, Centro Cultural de Belém, Lisboa. Concurso de Ideias para a renovação da zona ribeirinha de Lisboa, 2º Prémio Geral - tema livre (ex-aequo), AAP. Concurso DYRUP - Cidade de Lisboa para a valorização do Elevador de Santa Justa, 1º Prémio, DYRUP.

- 1987-1992 – Laveiras/Caxias, Câmara Municipal de Oeiras; Habitação Social, Equipamento e Comércio, Prémio INH de promoção municipal (ex-aequo), 1992.[13]

- 1972/1985 – Restelo, Lisboa, EPUL; Conjunto Habitacional; Menção Honrosa do Prémio Valmor e Municipal de Arquitectura, 1987.[14][15]

- 1978/1980 – Plano Integrado da Nazaré, Funchal, Governo Regional da Madeira; Habitação Social, Comércio e Serviços.[3]

### Conjunto Habitacional, Restelo, Lisboa

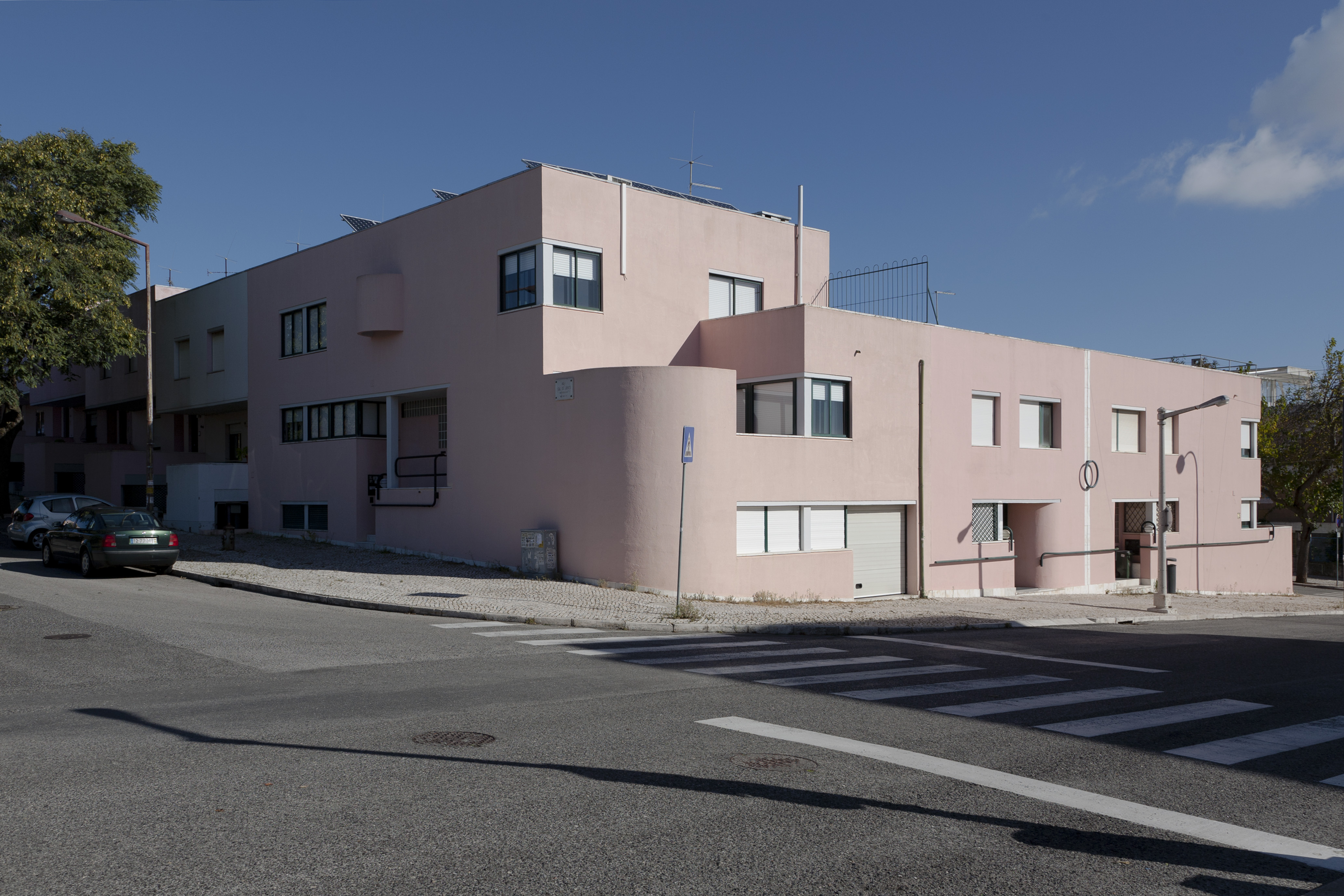
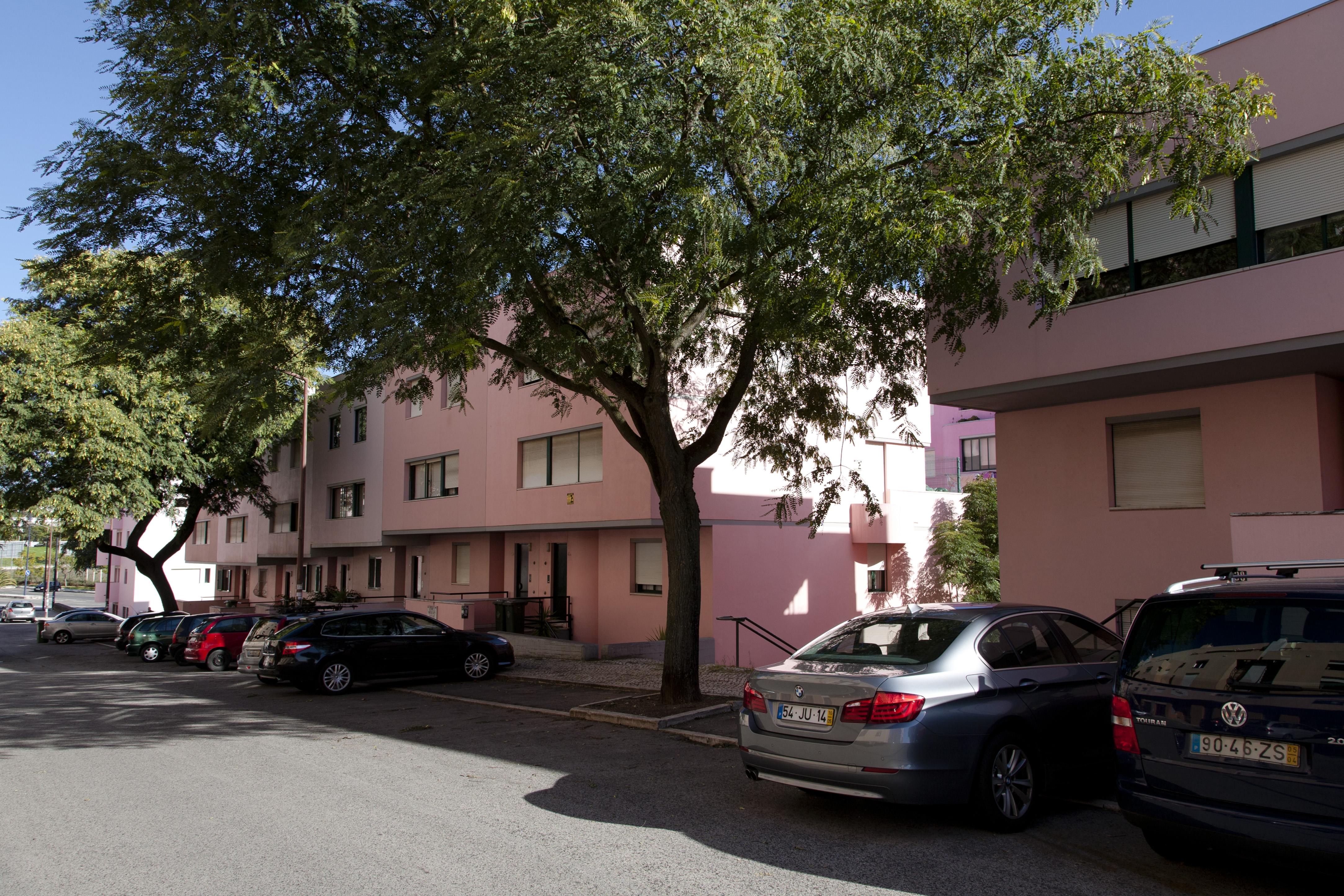
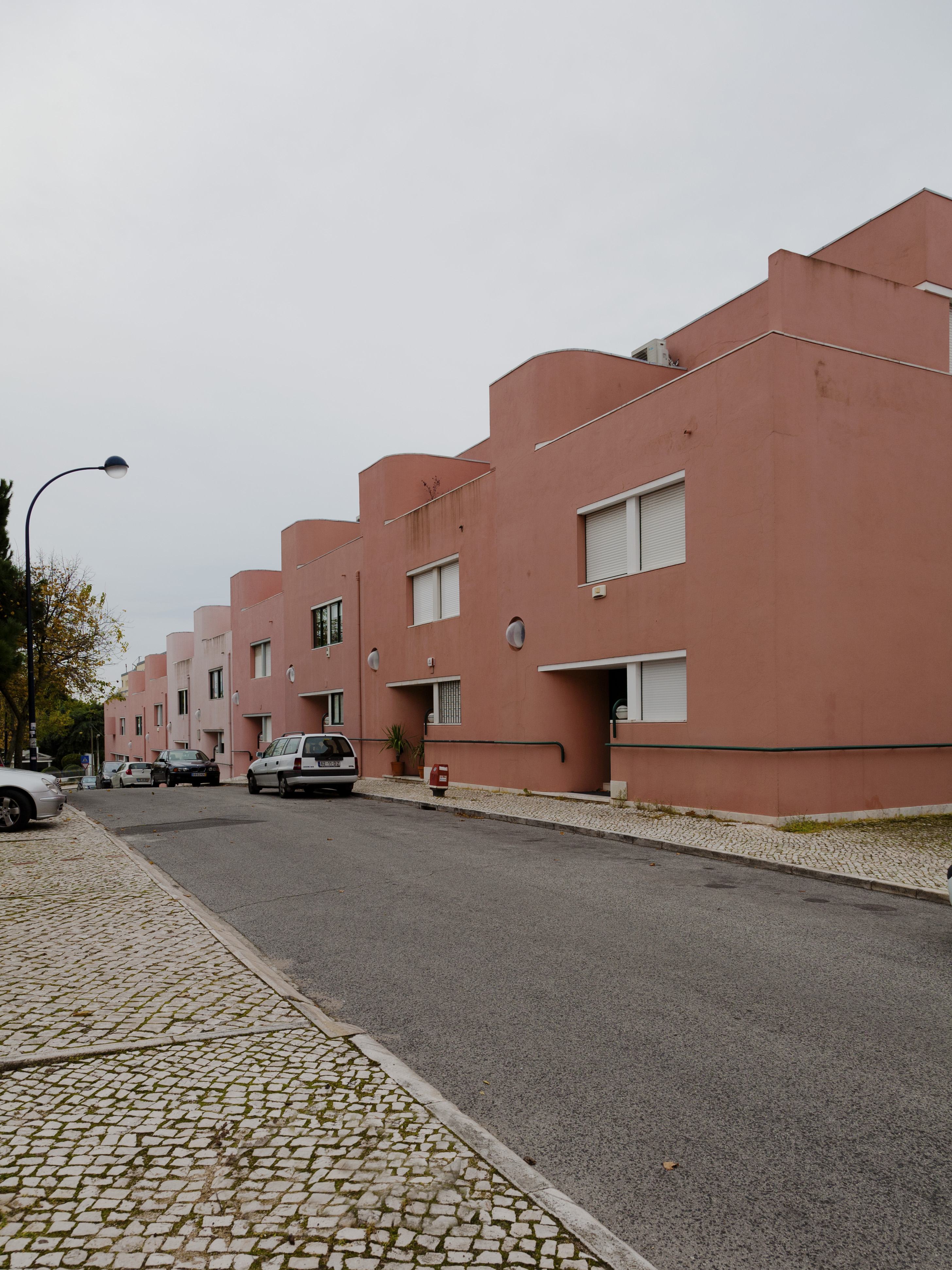
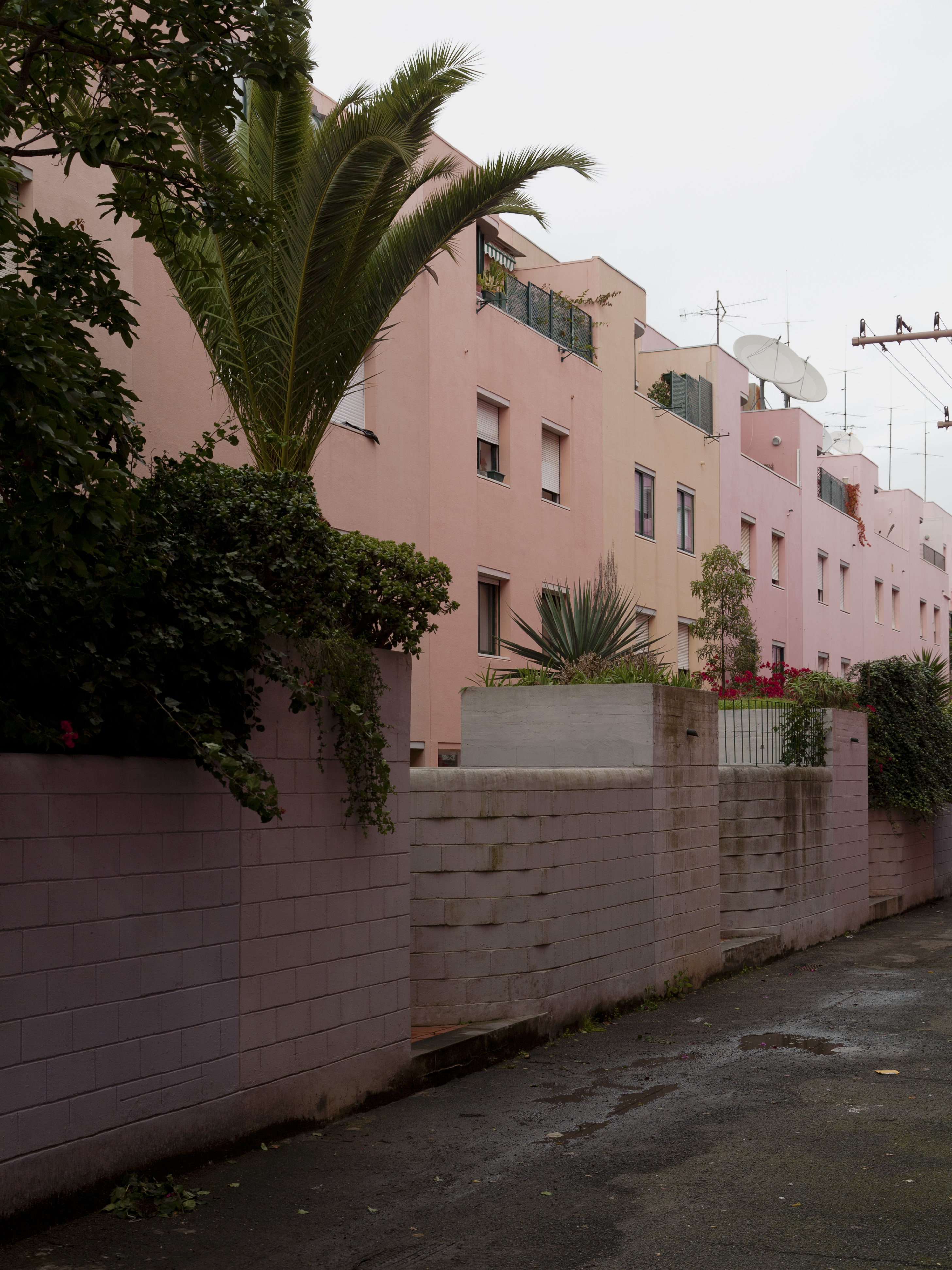

### Complexo Multifuncional, Guimarães

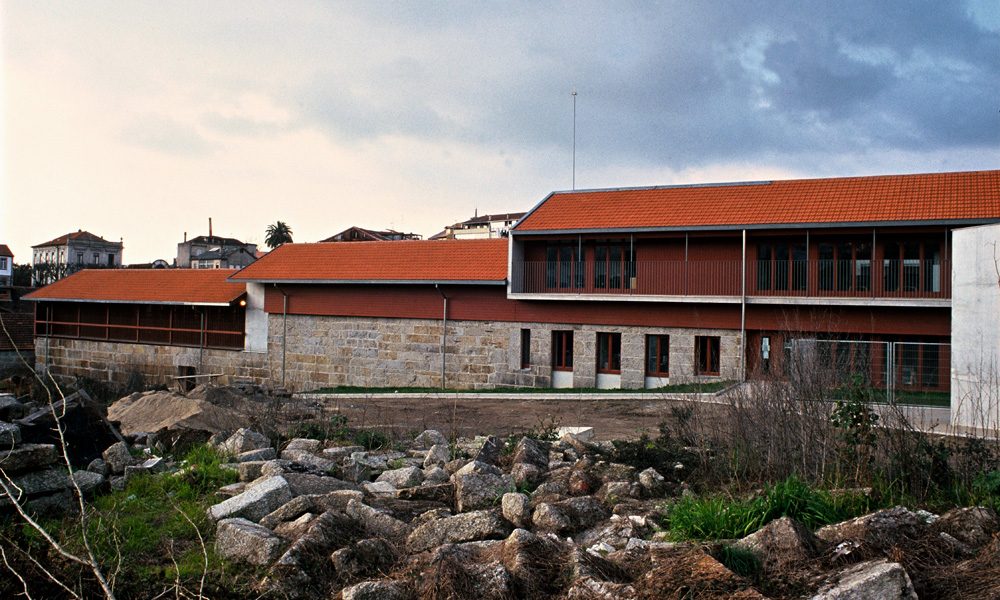
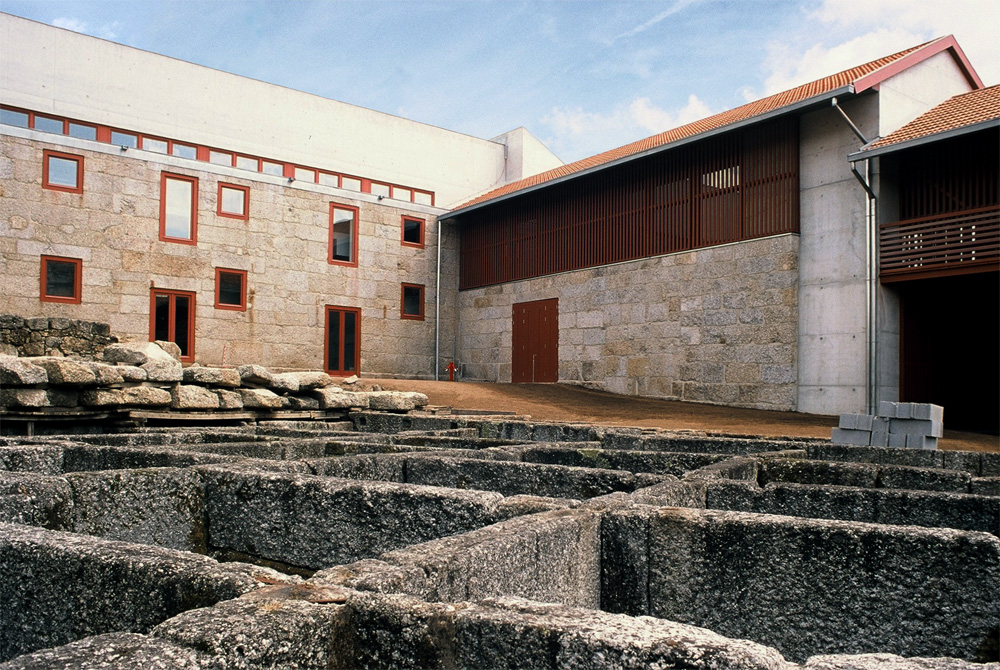
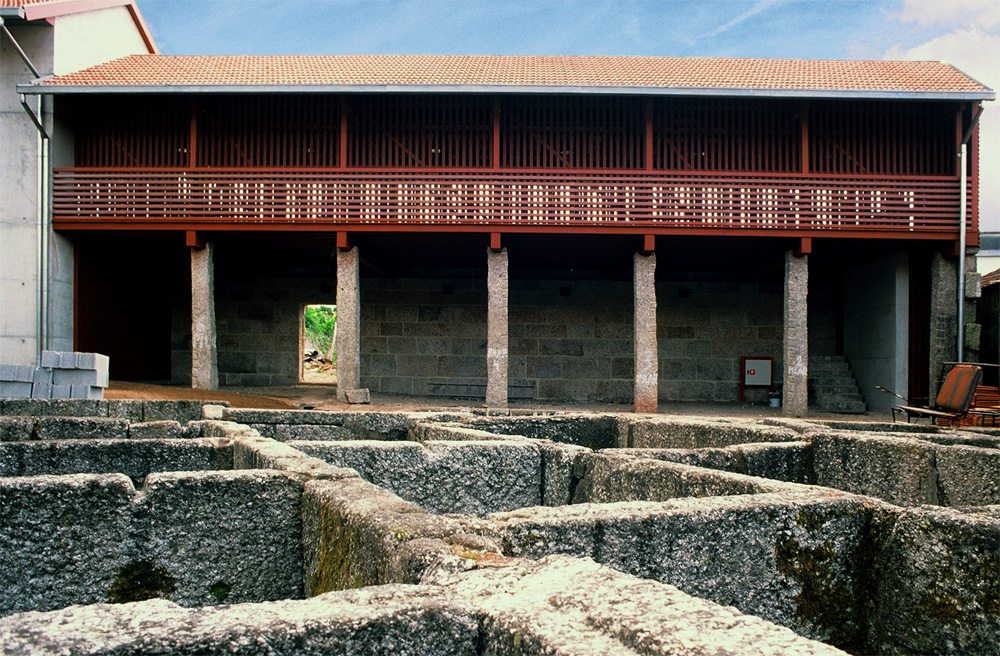
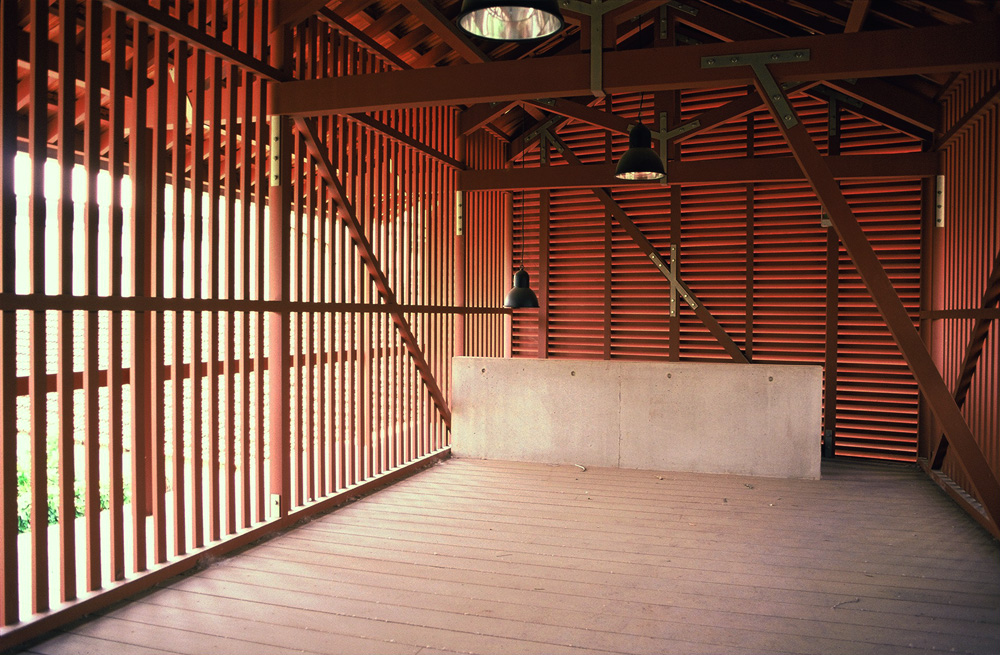
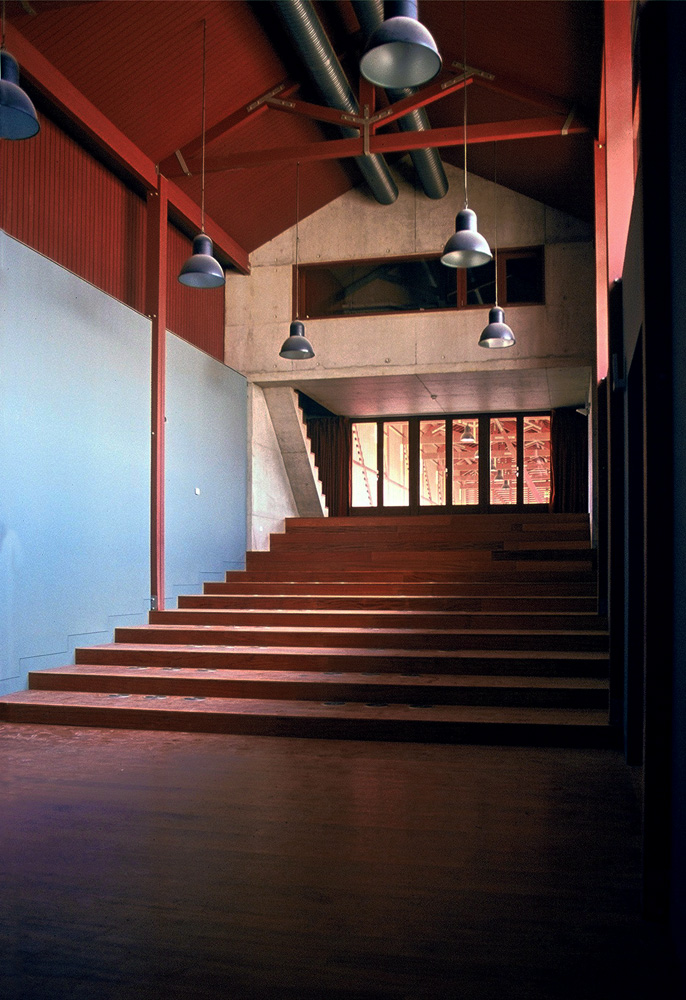
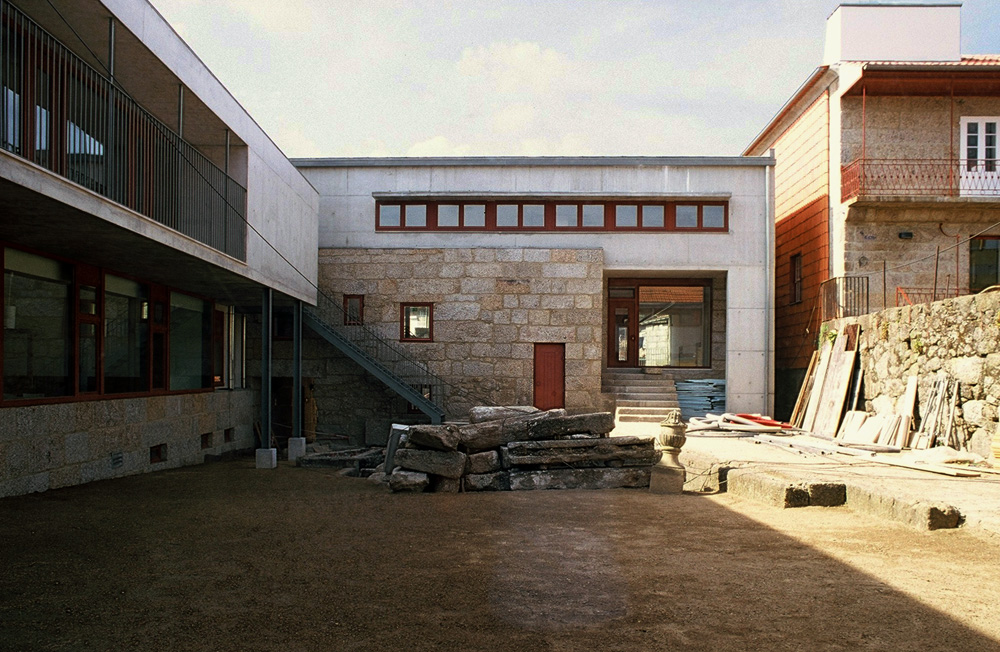
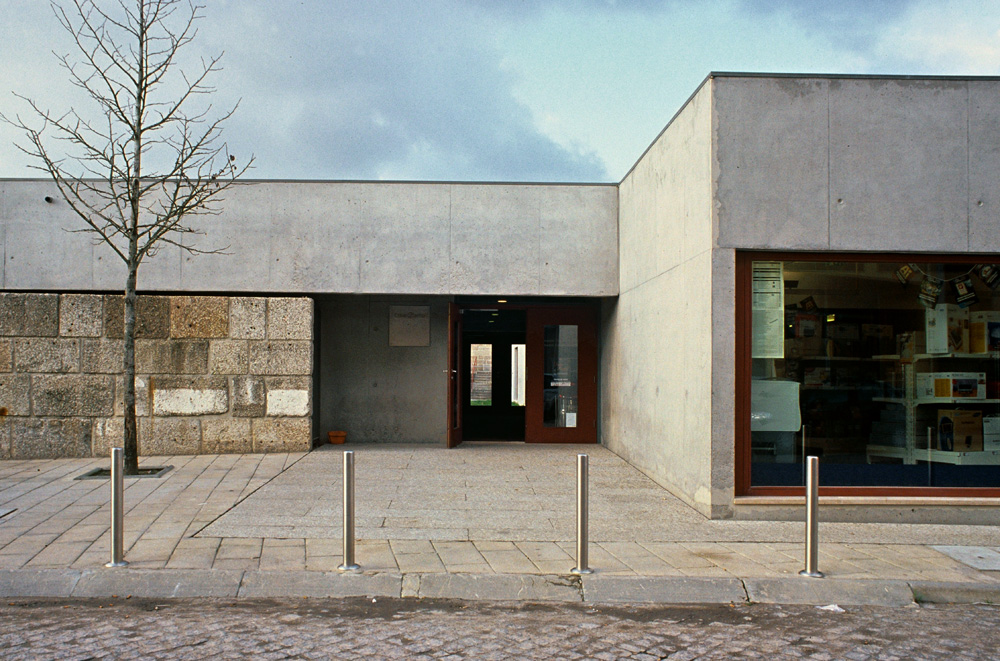
Cybercentro
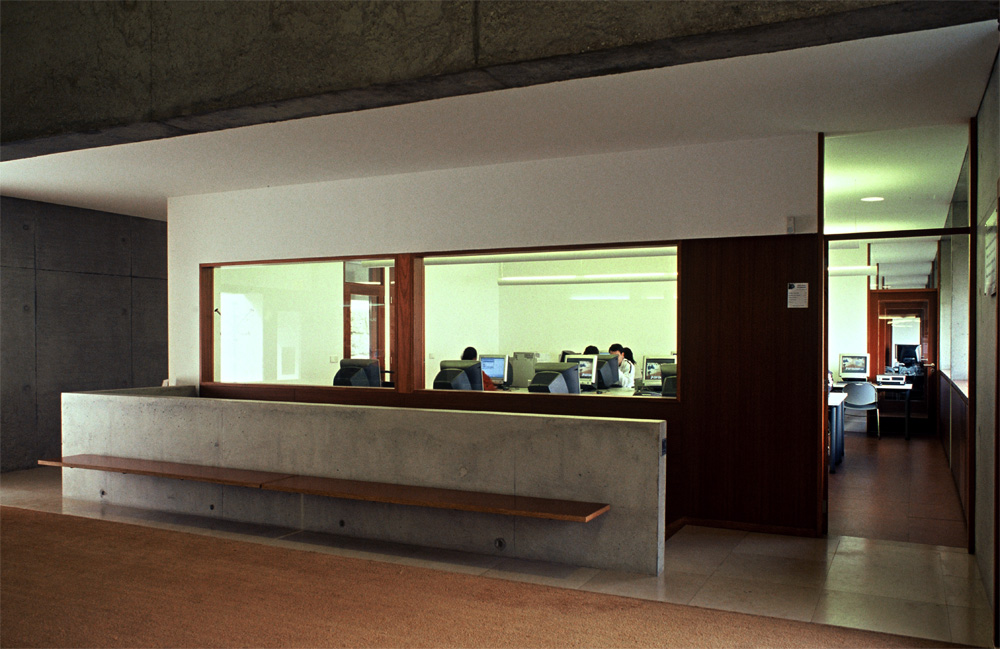
Cybercentro
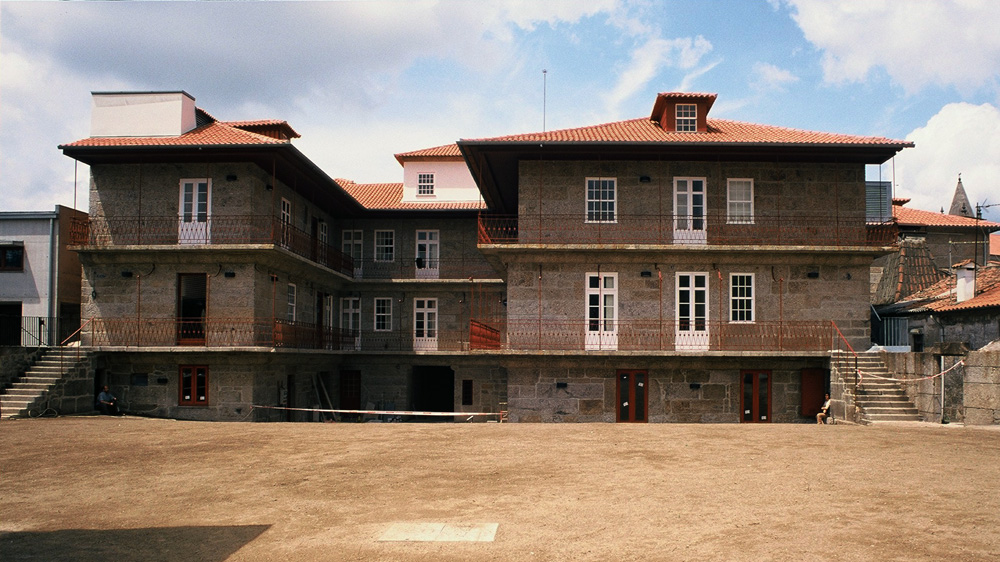
Pousada de juventude

### Escola Secundária Pedro Nunes, Lisboa

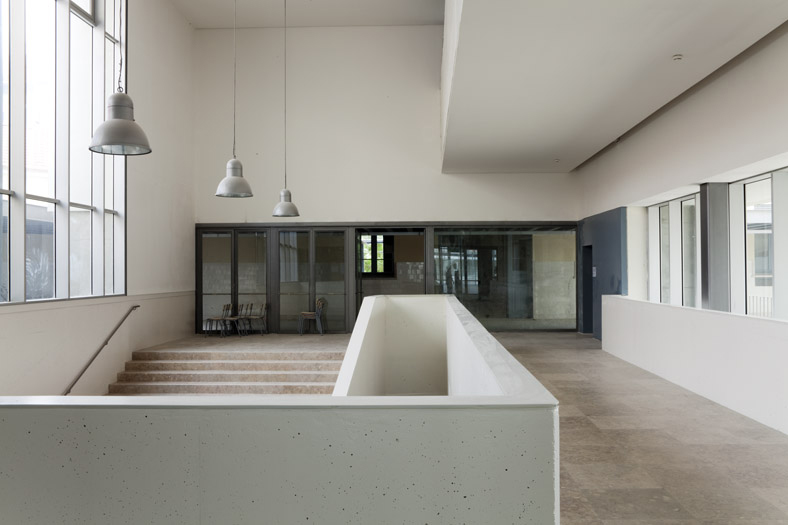
Novo átrio de entrada
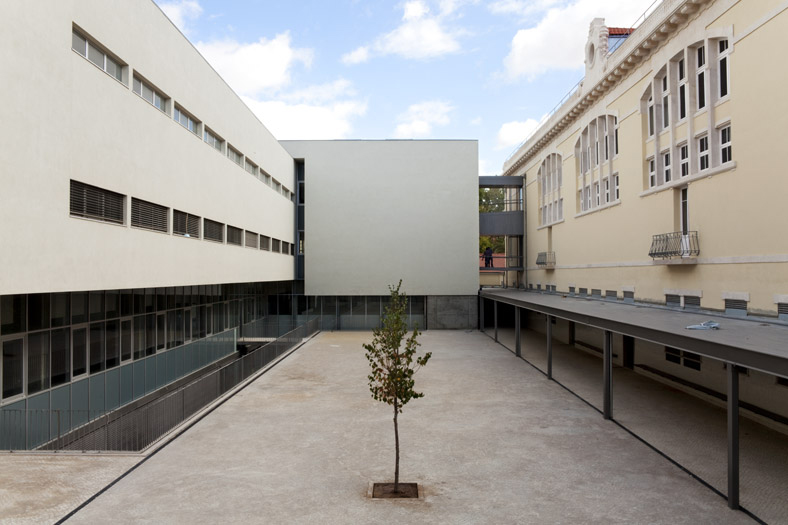
Novo pátio
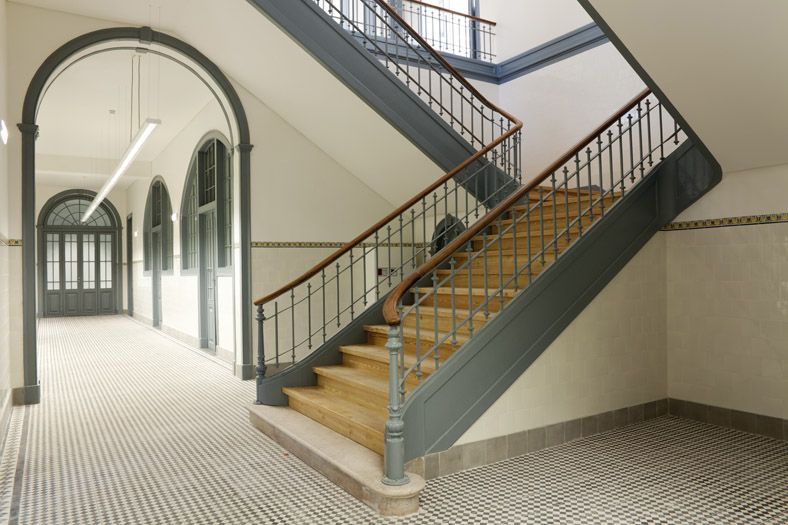
Escadas antigas, renovadas
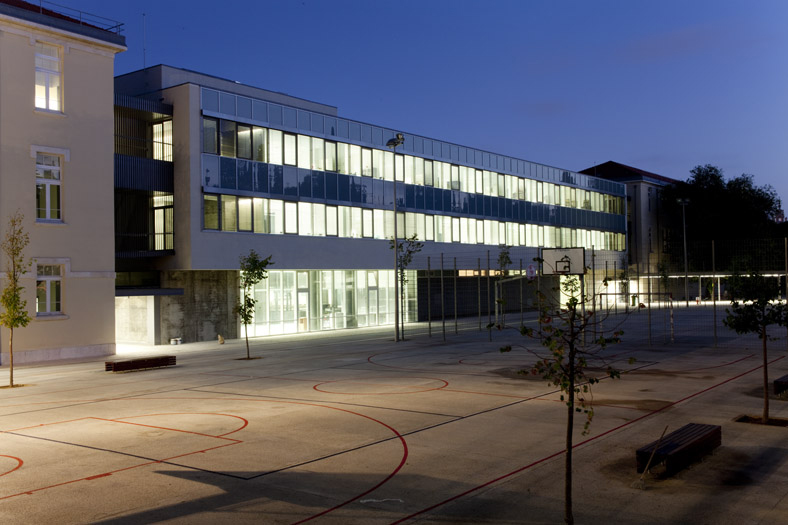
Novo edifício: laboratórios, biblioteca, etc.

### Estação de metropolitano e ferroviária, Cais do Sodré, Lisboa

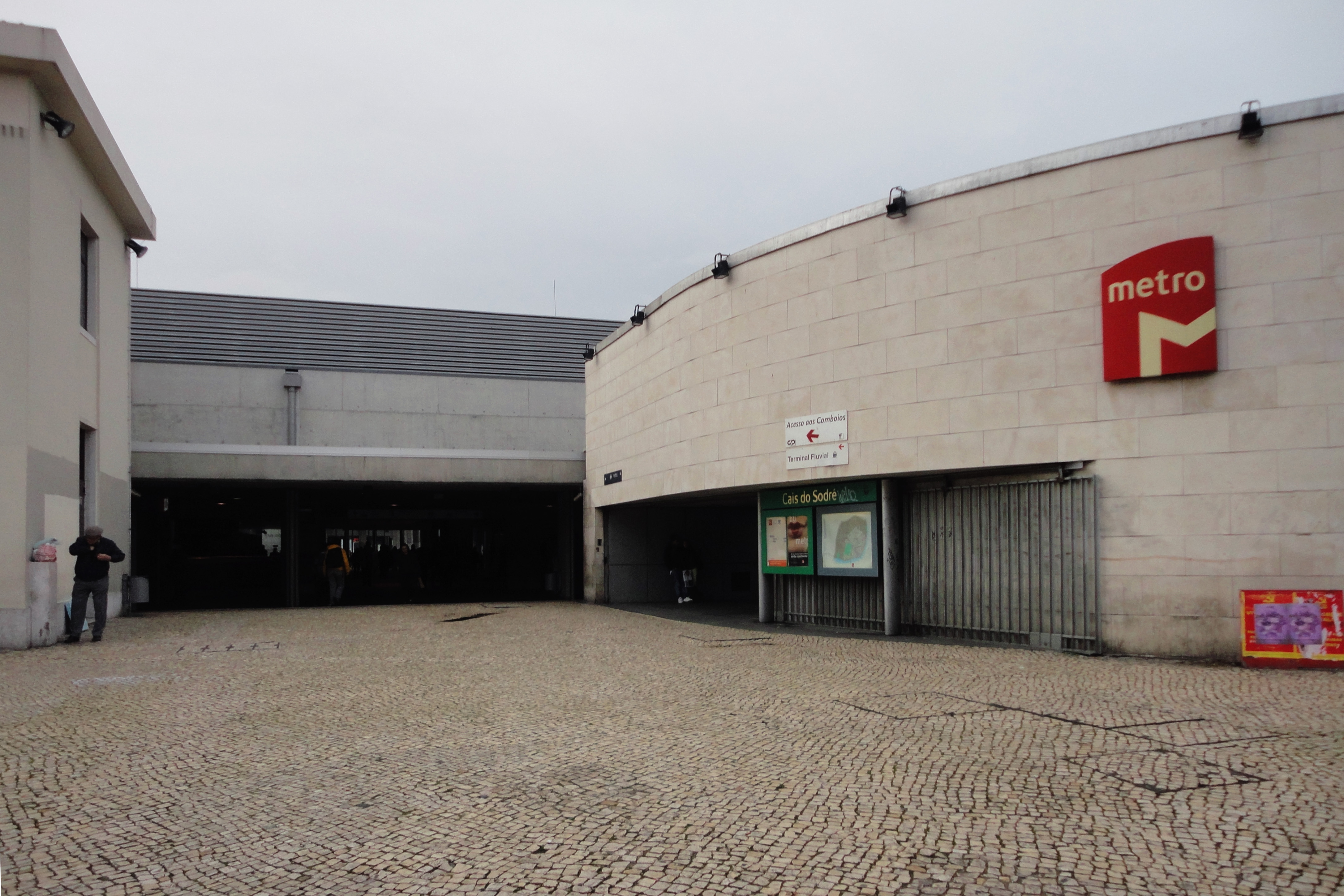
Entrada das estações de metropolitano e ferroviária
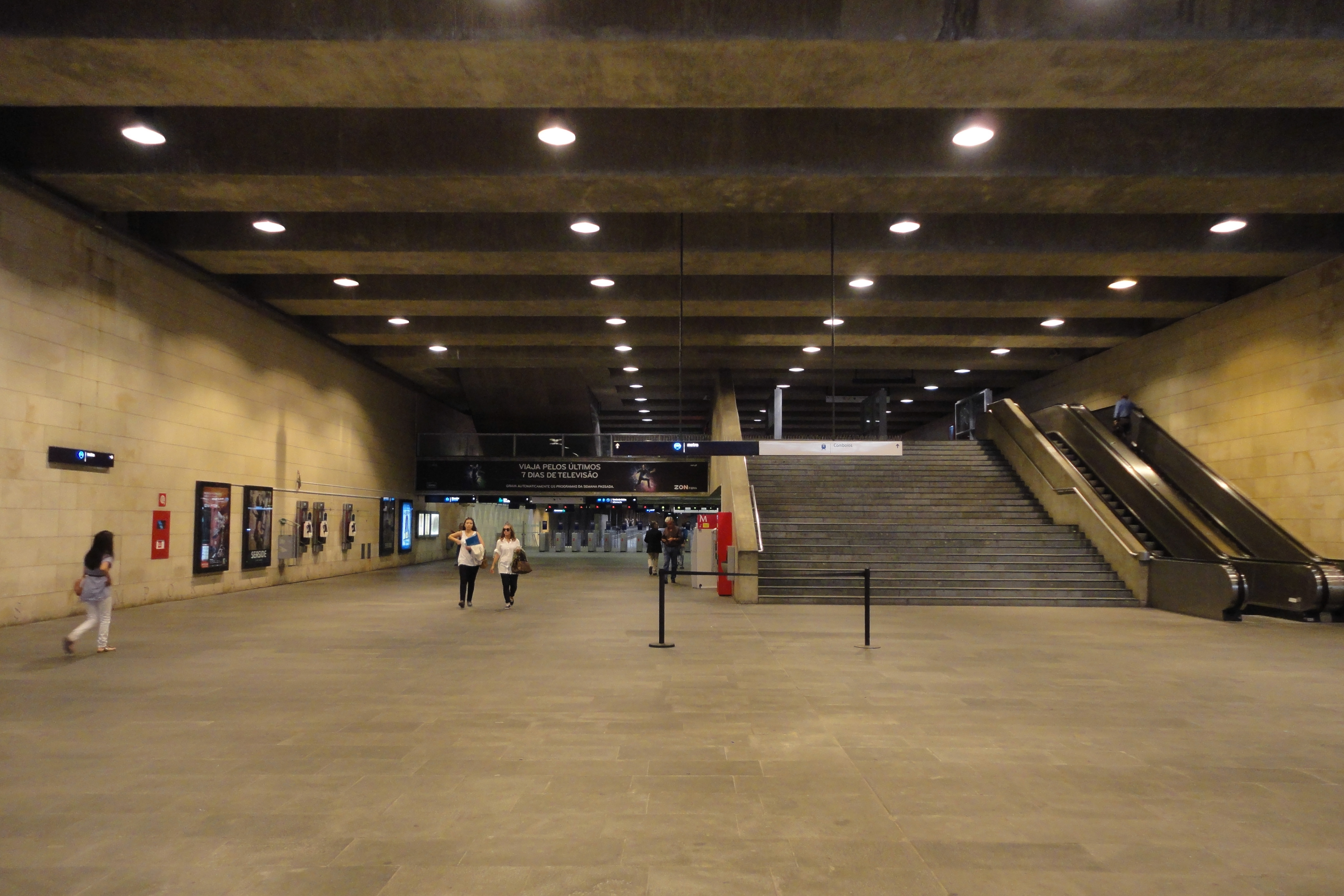
Estação de metropolitano
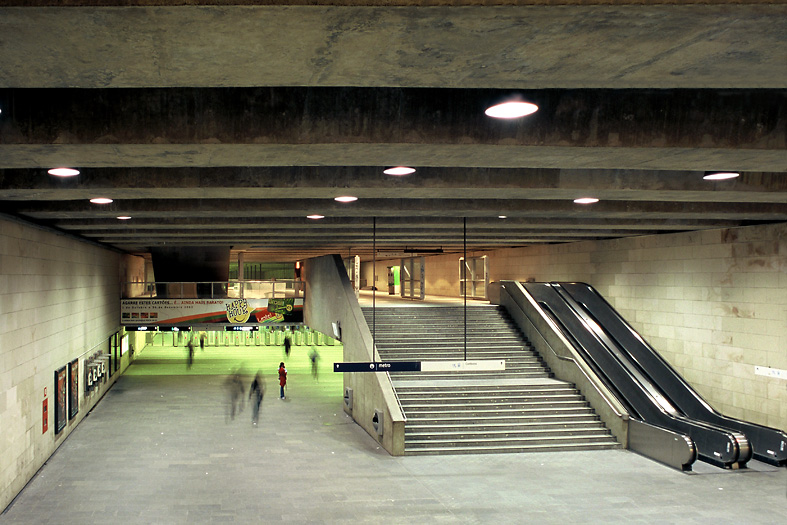
Estação de metropolitano
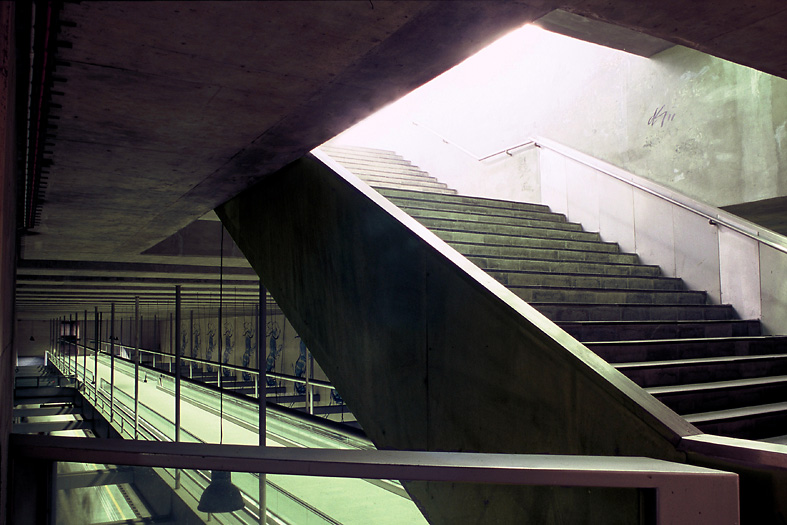
Estação de metropolitano
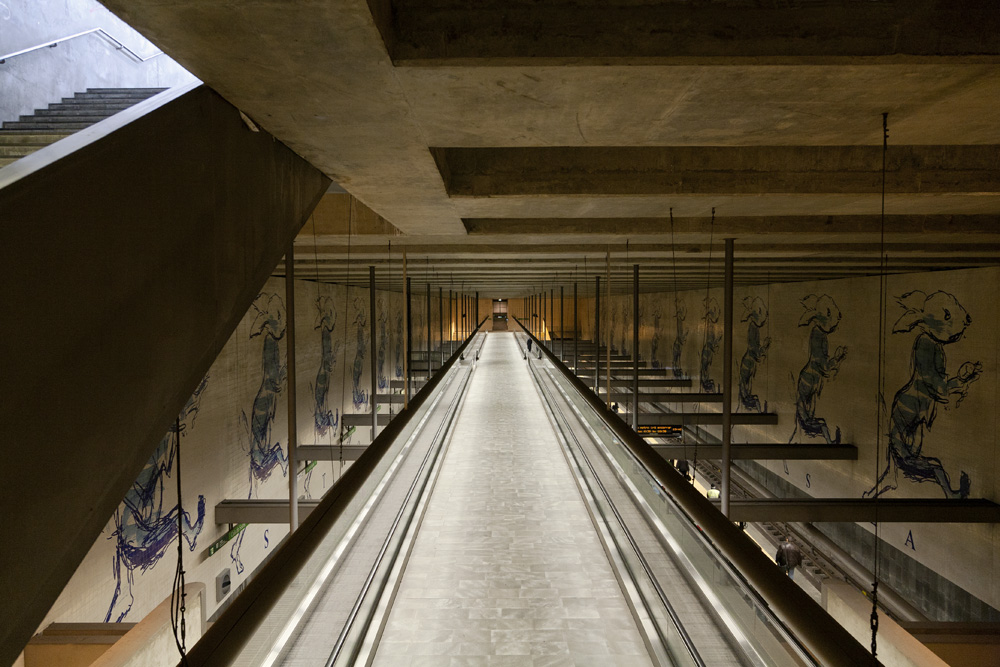
Estação de metropolitano
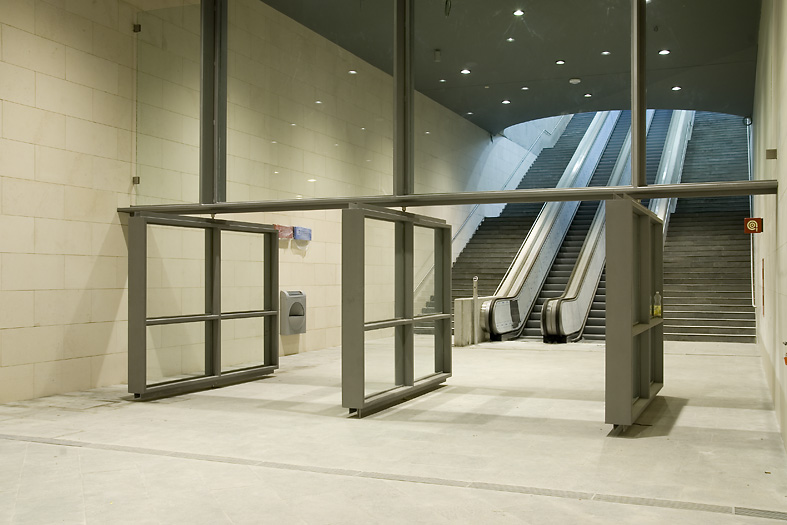
Estação de metropolitano
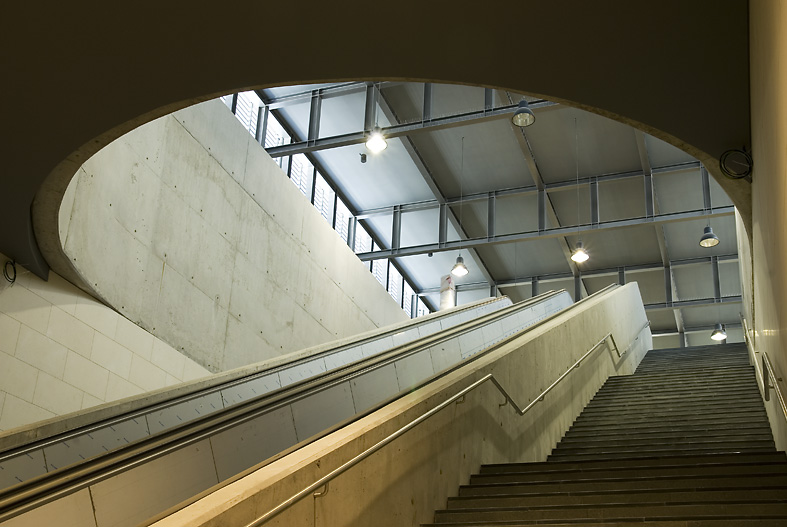
Comunicação entre as estações de metropolitano e ferroviária
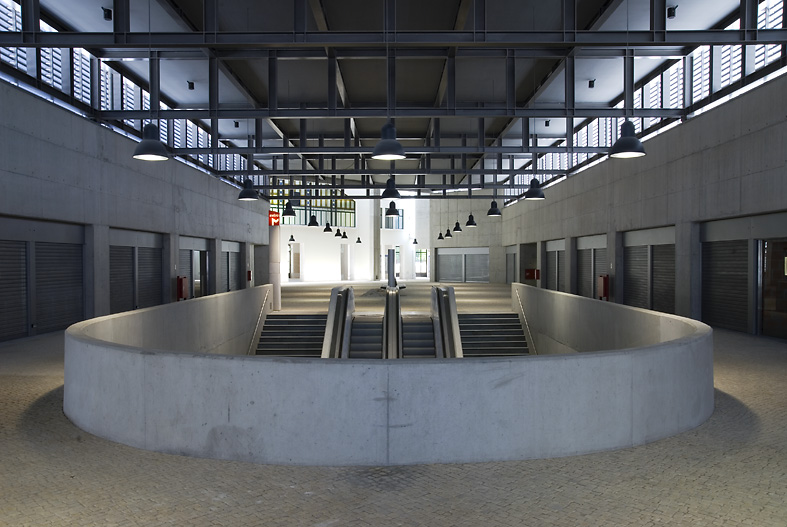
Estação ferroviária
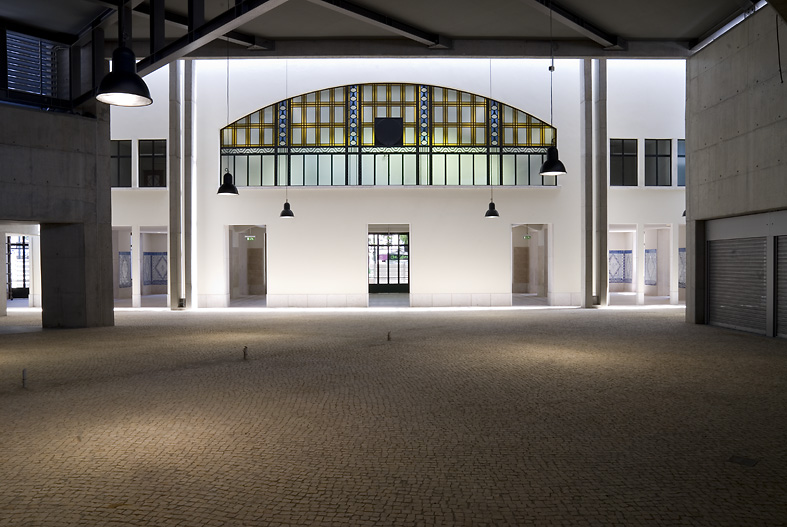
Estação ferroviária
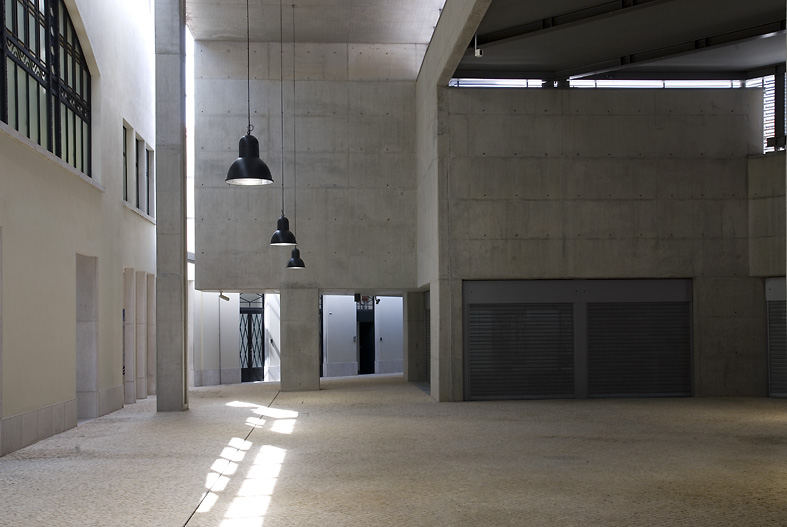
Estação ferroviária
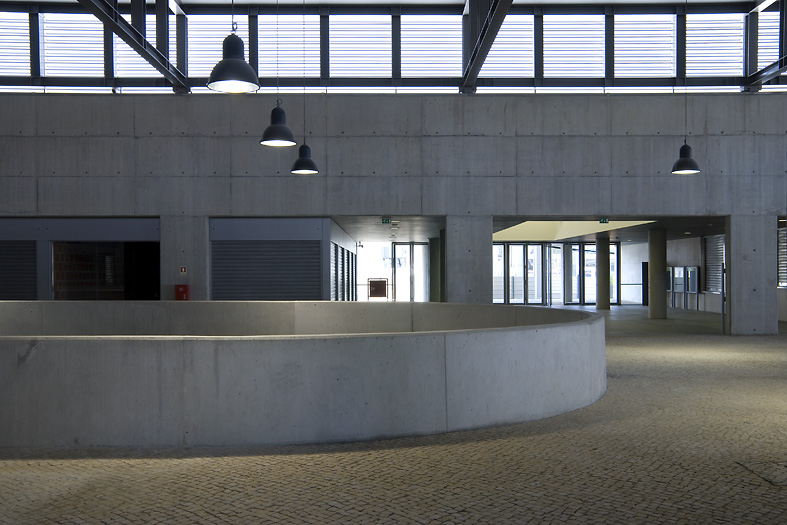
Estação ferroviária
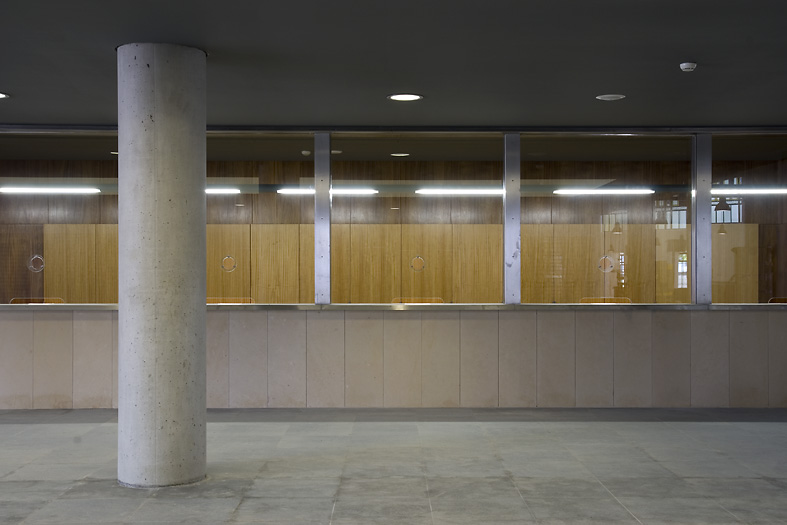
Estação ferroviária
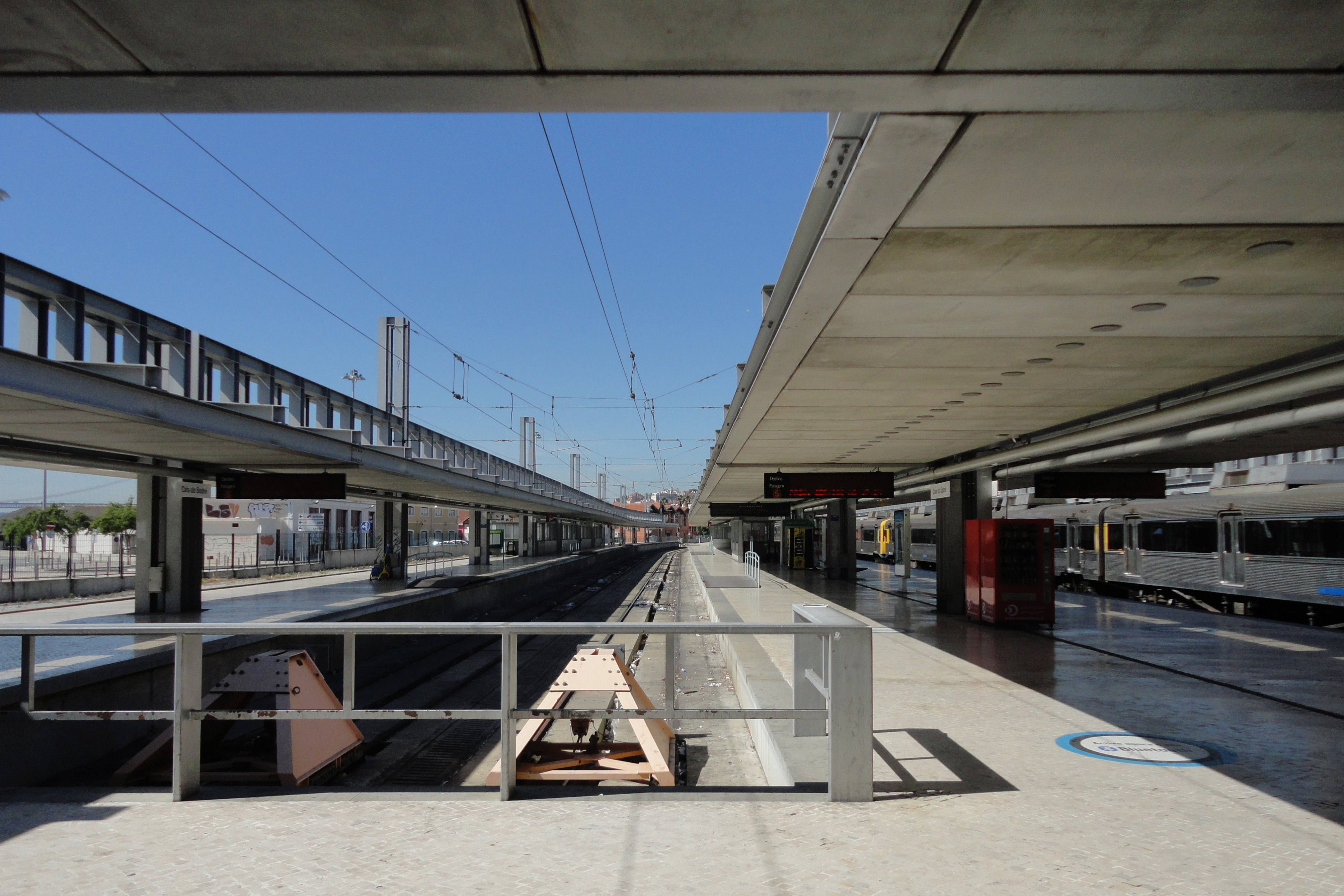
Estação ferroviária
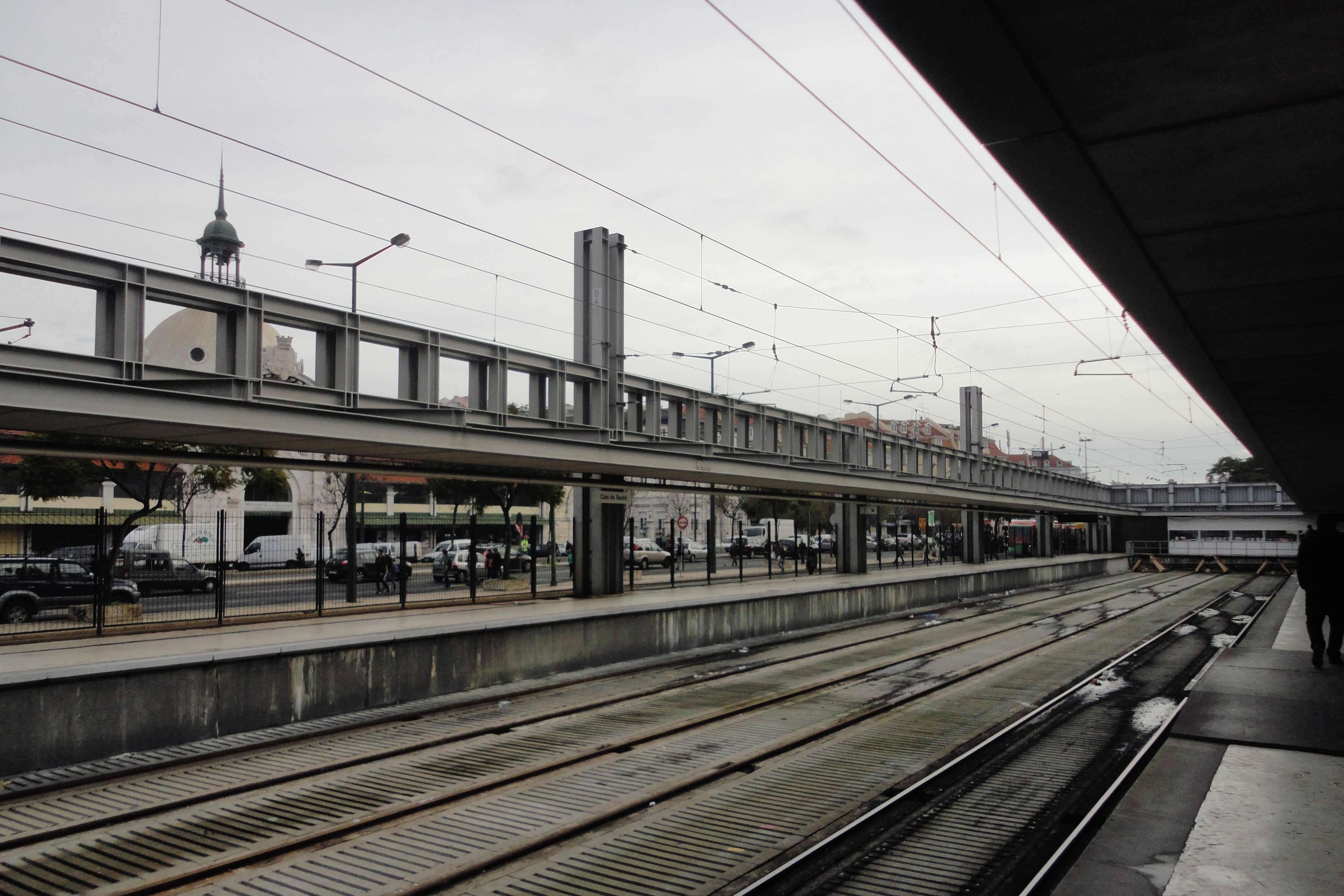
Estação ferroviária
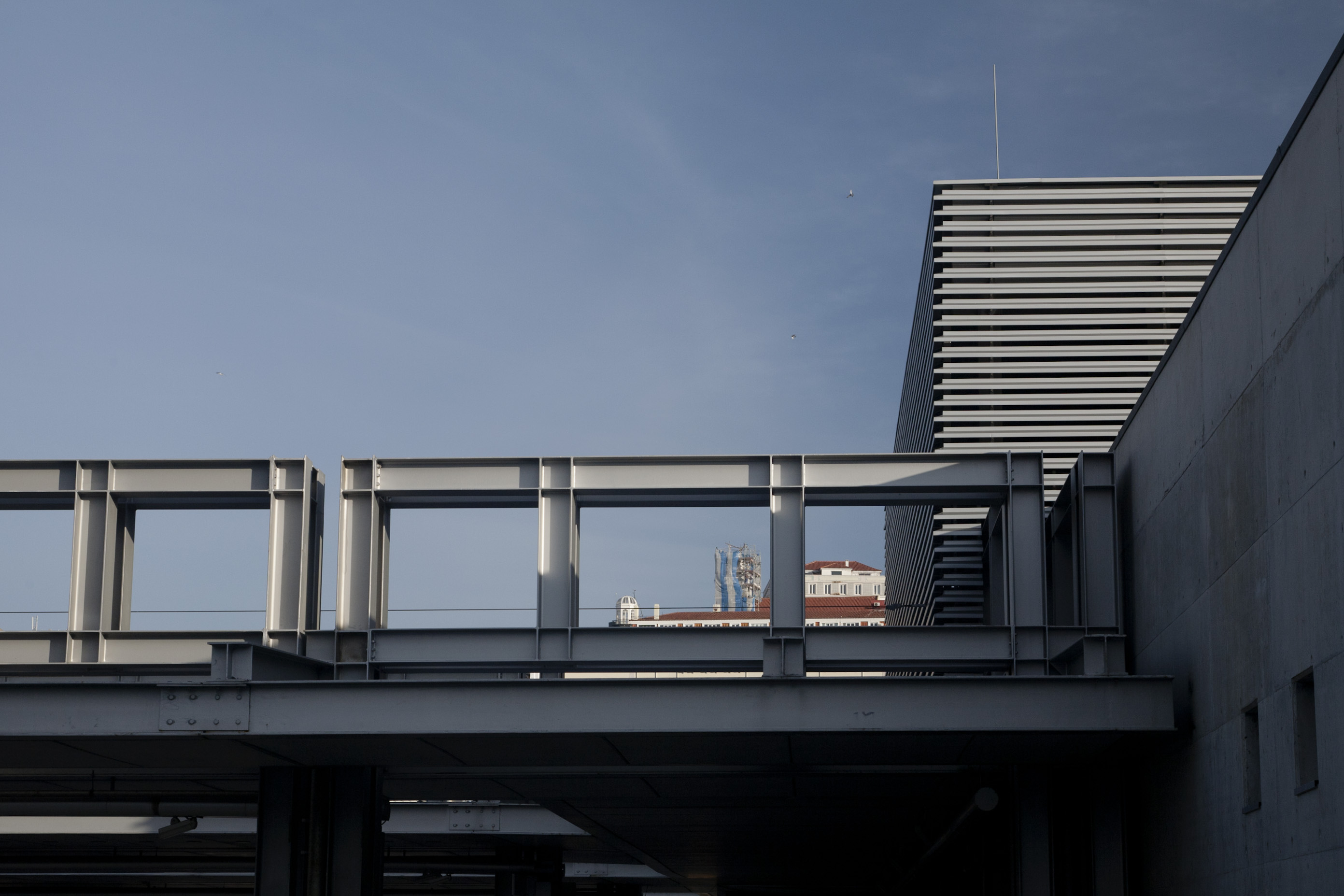
Estação ferroviária

### Terminal Fluvial do Cais do Sodré, Lisboa

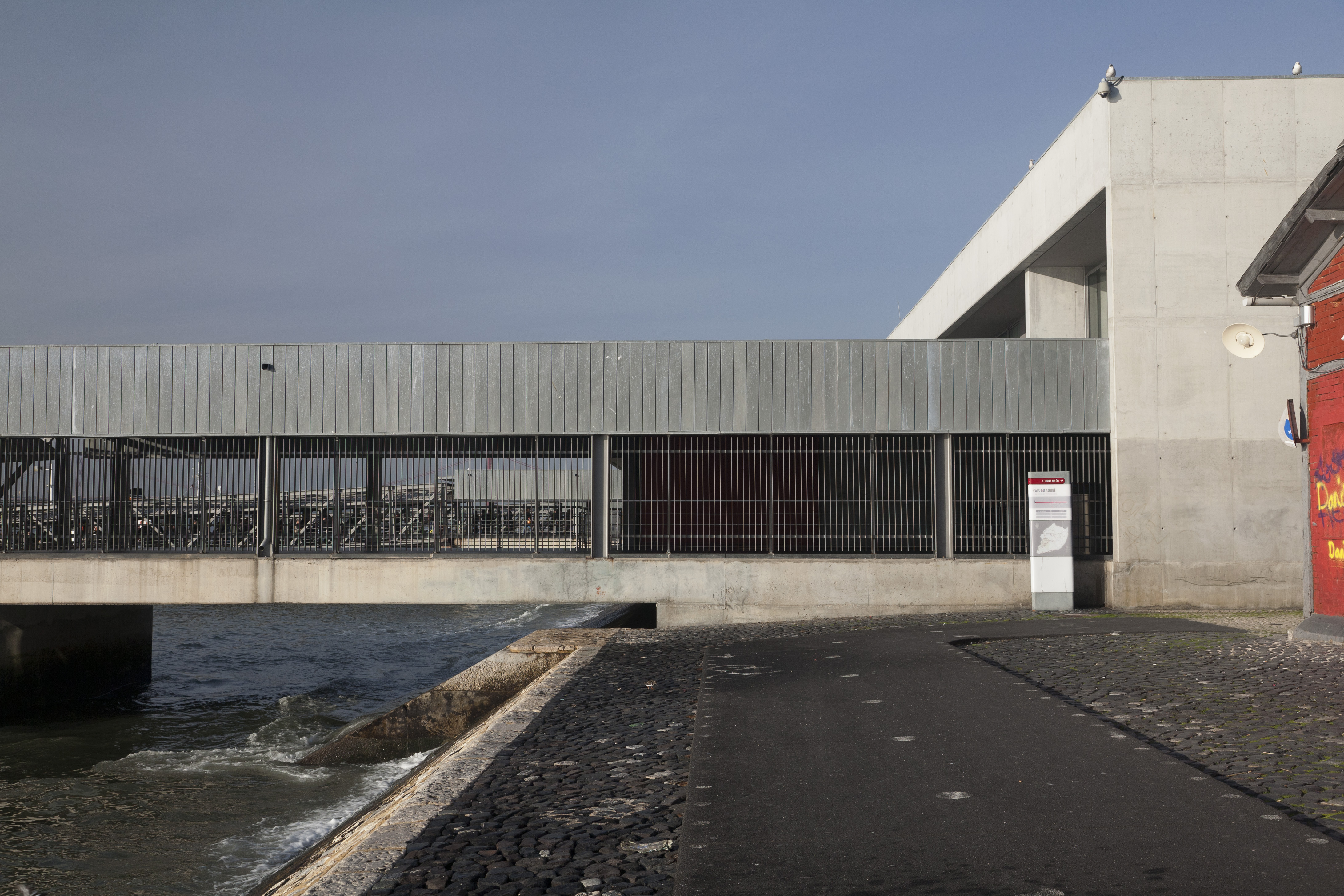
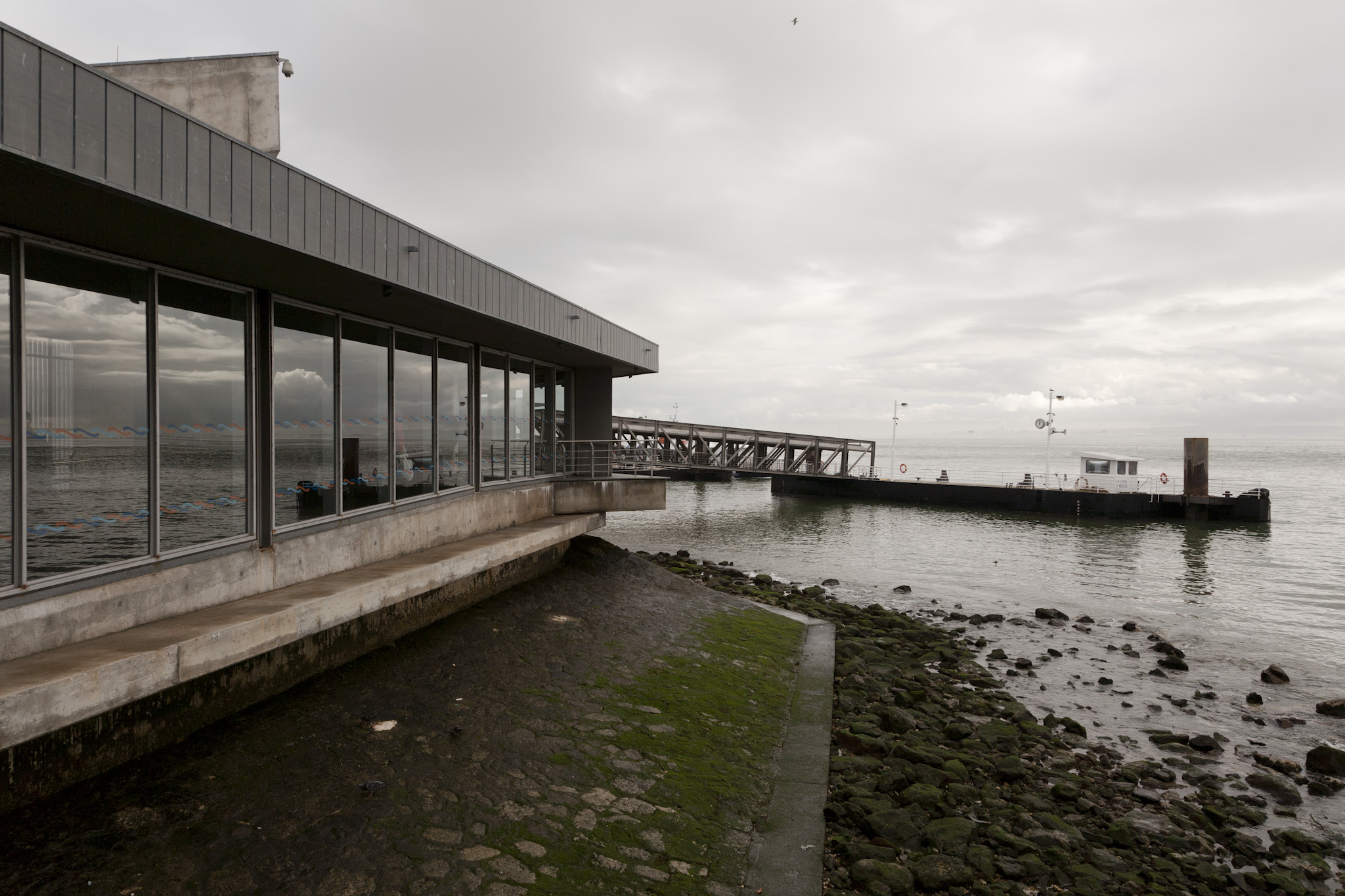
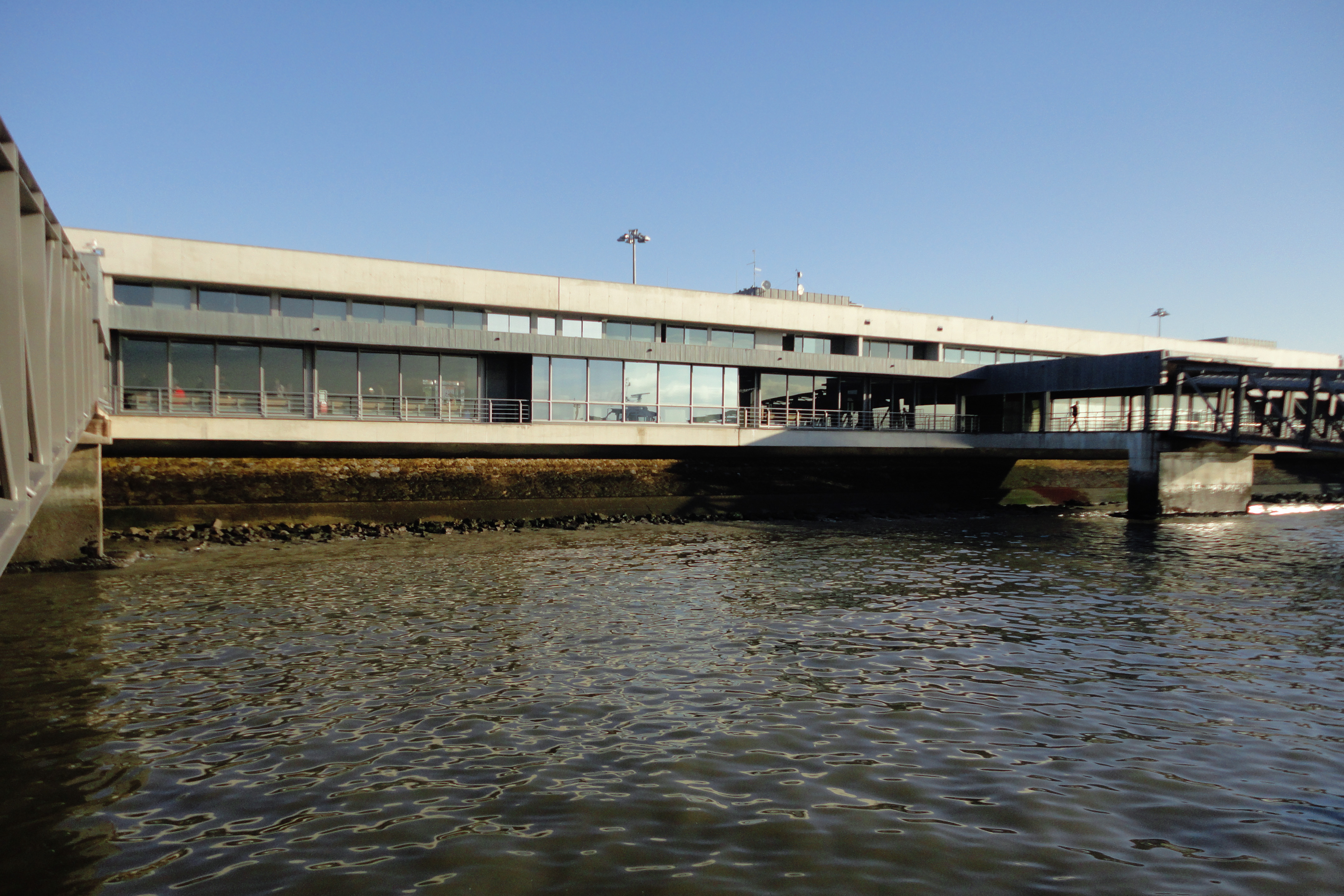
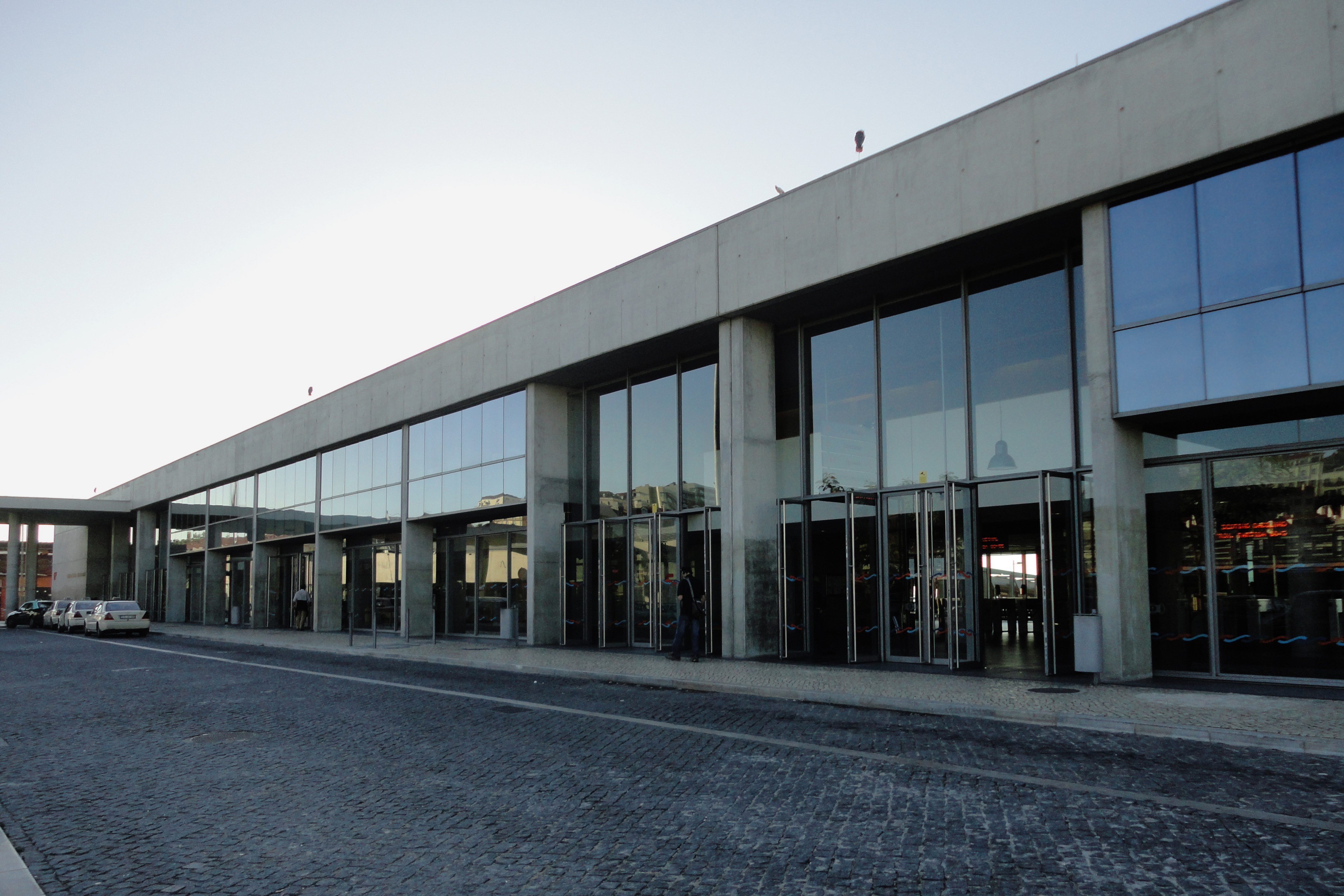
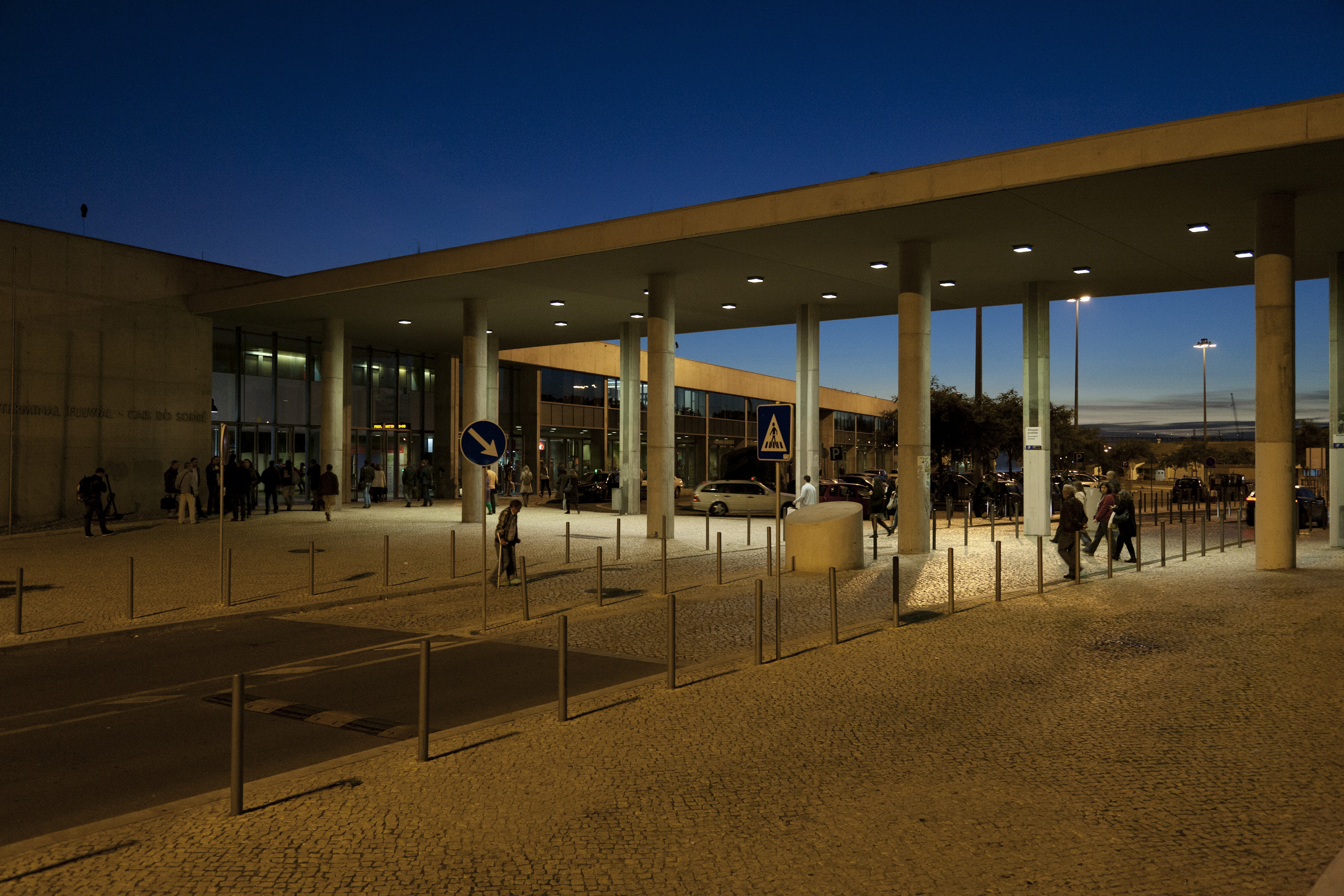
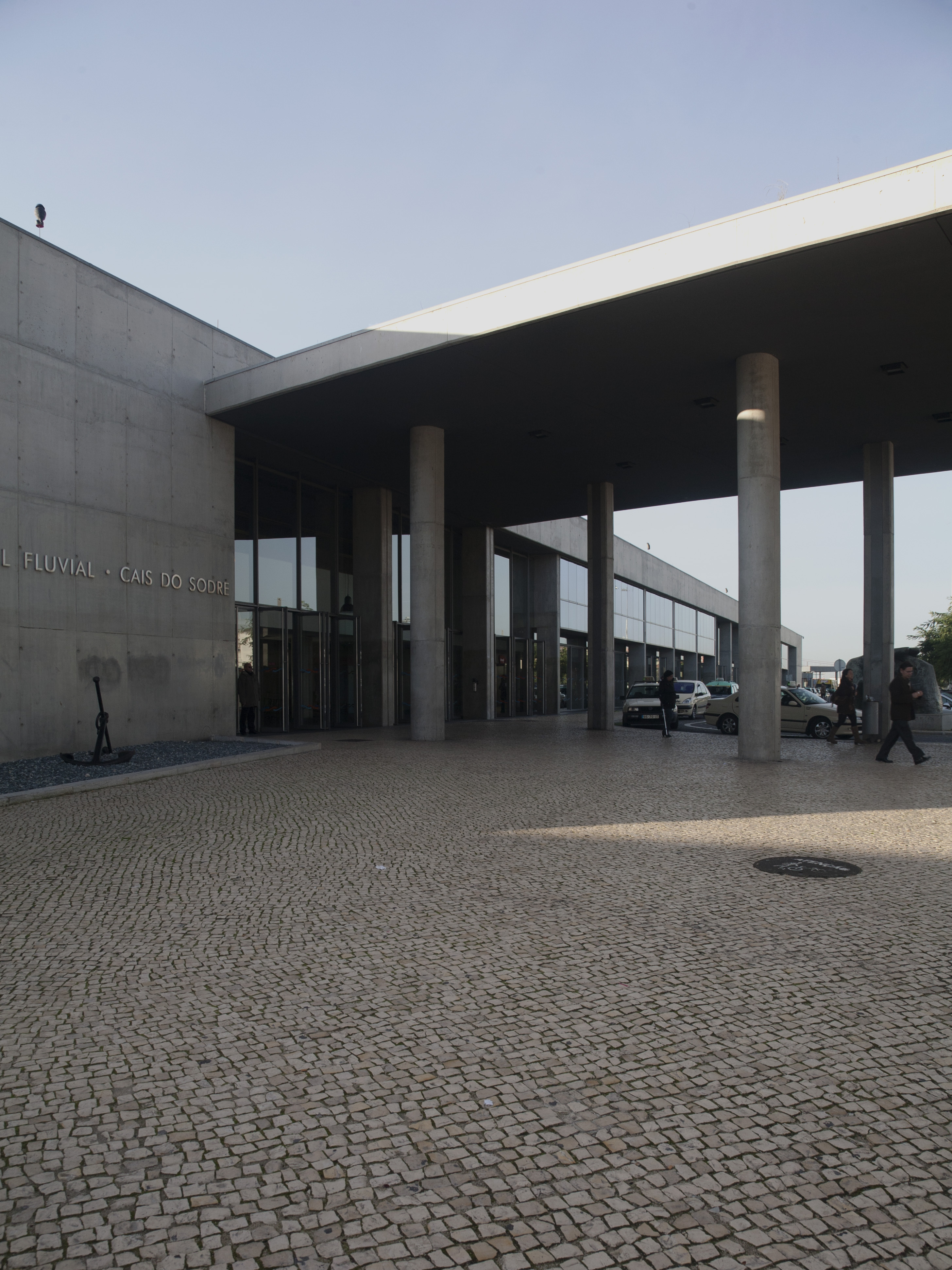
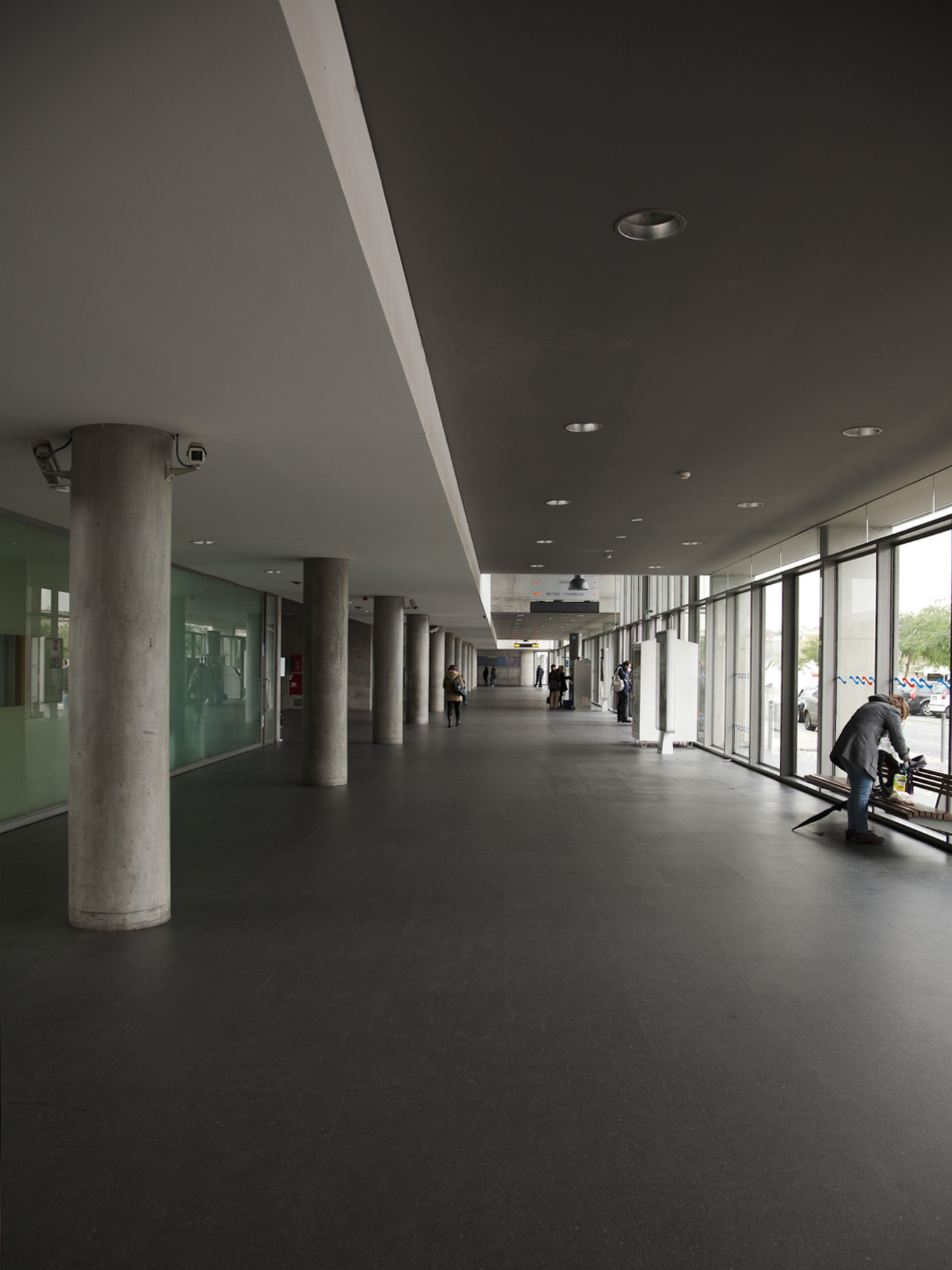
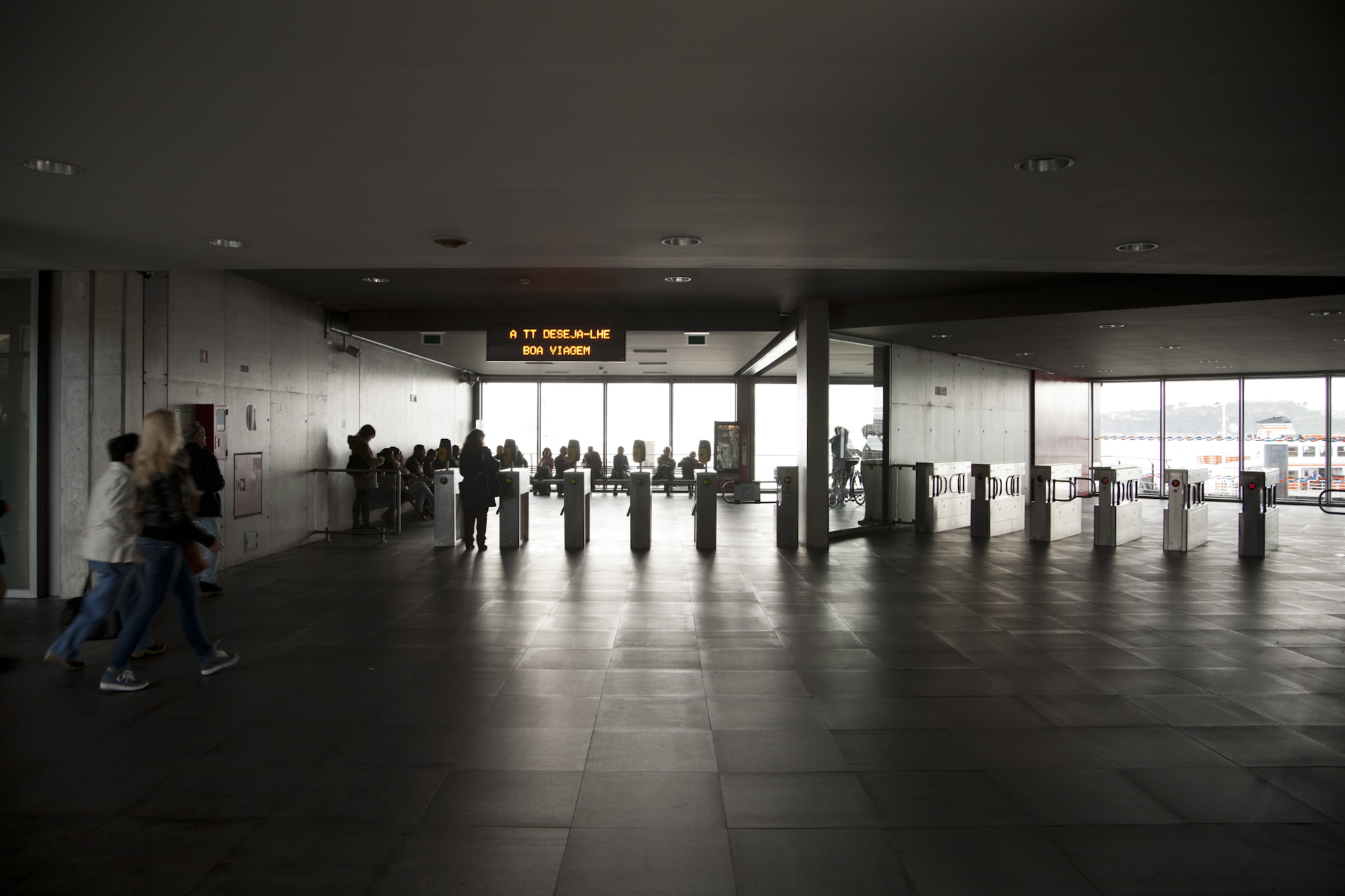